# Georg Amann (Amtmann)

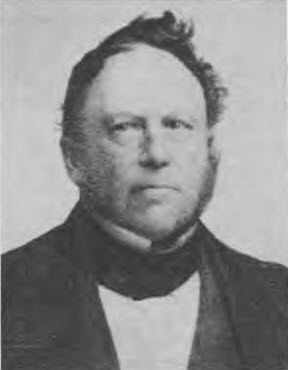
Johann Georg Amann

Johann Georg Amann (* 20. April 1794 in Hartwarden; † 7. September 1852 in Berne) war ein deutscher Amtmann im Großherzogtum Oldenburg. Durch sein starkes Engagement für den Ausbau der dortigen Infrastruktur gilt er als Vater des Hunte-Ems-Kanals.

## Biographie
Amann wurde als Sohn des Amtmanns Hinrich Jakob Amann (1748–1821) und dessen Ehefrau Dorothea geb. Langreuther (1771–1837) in Hartwarden geboren. Sein Vater übernahm zunächst selbst die Schulausbildung seines Sohnes. Von 1809 bis 1811 besuchte er die oberen Jahrgangsstufen des Gymnasiums in Oldenburg. Den Schulbesuch musste er allerdings nach der französischen Okkupation Oldenburgs aus finanziellen Gründen abbrechen. Offenbar hatte sein Vater durch die französische Besetzung seine Stellung verloren. Stattdessen übernahm Amann den Posten eines Steuereinnehmers des Amtes Abbehausen. Nach der Rückkehr des Herzogs Peter Friedrich Ludwig von Oldenburg besserte sich die wirtschaftliche Lage der Familie, und Amann konnte von 1814 bis 1816 an der Universität Göttingen Jura studieren. Nach dem Abschluss trat er im März 1817 in den oldenburgischen Staatsdienst. Zunächst war er als Auditor in Steinfeld und später als Sekretär beim Landgericht Oldenburg tätig. 1821 wurde Amann zur oldenburgischen Hofkammer versetzt und 1822 der Regierung des Großherzogtums zugeteilt.
Im September 1827 wurde Amann dann zum Amtmann in Dedesdorf ernannt. Bereits hier bemühte er sich von Anfang an um die Verbesserung des Wegenetzes. Im Mai 1833 wurde er als Amtmann nach Berne versetzt, wo er durch die Einrichtung von Schöpfwerken die Entwässerung der Stedinger Marsch vorantrieb. Sein weiteres besonderes Interesse galt auch hier dem Ausbau der Verkehrswege.
In den 1820er Jahren trat Amann außerdem für die Schaffung von Kanalverbindungen zwischen Weser und Ems ein und konnte dabei auf Vorarbeiten aus der Zeit der französischen Okkupation zurückgreifen. Mit einem anonym in den „Oldenburgischen Blättern“ veröffentlichten Aufsatz stellte er 1826 erstmals das Projekt eines Hunte-Ems-Kanals vor. Zunächst blieben seine Bemühungen erfolglos. Erst 1844 griff die oldenburgische Schifffahrtskommission in Brake, der Amann angehörte, seinen Vorschlag auf und schlug der oldenburgischen Regierung in zwei Berichten den Bau eines Kanals vor. Die Wasserstraße sollte dabei nicht nur als Handels- und Verkehrsweg dienen, sondern gleichzeitig der Entwässerung und damit Erschließung und Kolonisation der Moore des Großherzogtums ermöglichen. Die Regierung lehnte diese Vorschläge allerdings erneut ab. Die Kombination der Verbesserung der Infrastruktur mit den Vorteilen der Lösung für das agrarisch geprägte Oldenburg sicherte trotzdem schließlich die Verwirklichung des Planes. Amann gewann dazu seinen Schwager Johann Ludwig Mosle, der im November 1844 mit Amanns Ausarbeitungen einen vielbeachteten Vortrag im Gewerbe- und Handelsverein über die Anlage eines Hunte-Ems-Kanals hielt, der den entscheidenden Durchbruch brachte. Der Gewerbe- und Handelsverein ließ daraufhin die technischen Voruntersuchungen und die Trassierungsplanung durchführen. Den Baubeginn des Kanals 1855 erlebte Amann allerdings nicht mehr.

## Familie
Amann heiratete am 13. Juni 1828 Adele Charlotte Elisabeth von Jägersfeld (1804–1885), die Tochter des Gutsbesitzers Karl Friedrich von Jägersfeld (1771–1847) und der Octavia Bellina geb. Grosse (1772–1815). Ihr Sohn Wilhelm von Amann (1839–1928) wurde preußischer General der Infanterie und wurde 1891 in den erblichen preußischen Adelsstand erhoben.